# Тонукылькы
Тонукылькы (уст. Тонукыль-Кы) — река в России, протекает по Красноселькупскому району Ямало-Ненецком АО. Устье реки находится в 74 км по левому берегу реки Покалькы. Длина реки составляет 31 км.

## Данные водного реестра
По данным государственного водного реестра России относится к Нижнеобскому бассейновому округу, водохозяйственный участок реки — Таз. Речной бассейн реки — Таз.
Код объекта в государственном водном реестре — 15050000112115300069312.